# George Hotel (Inveraray)

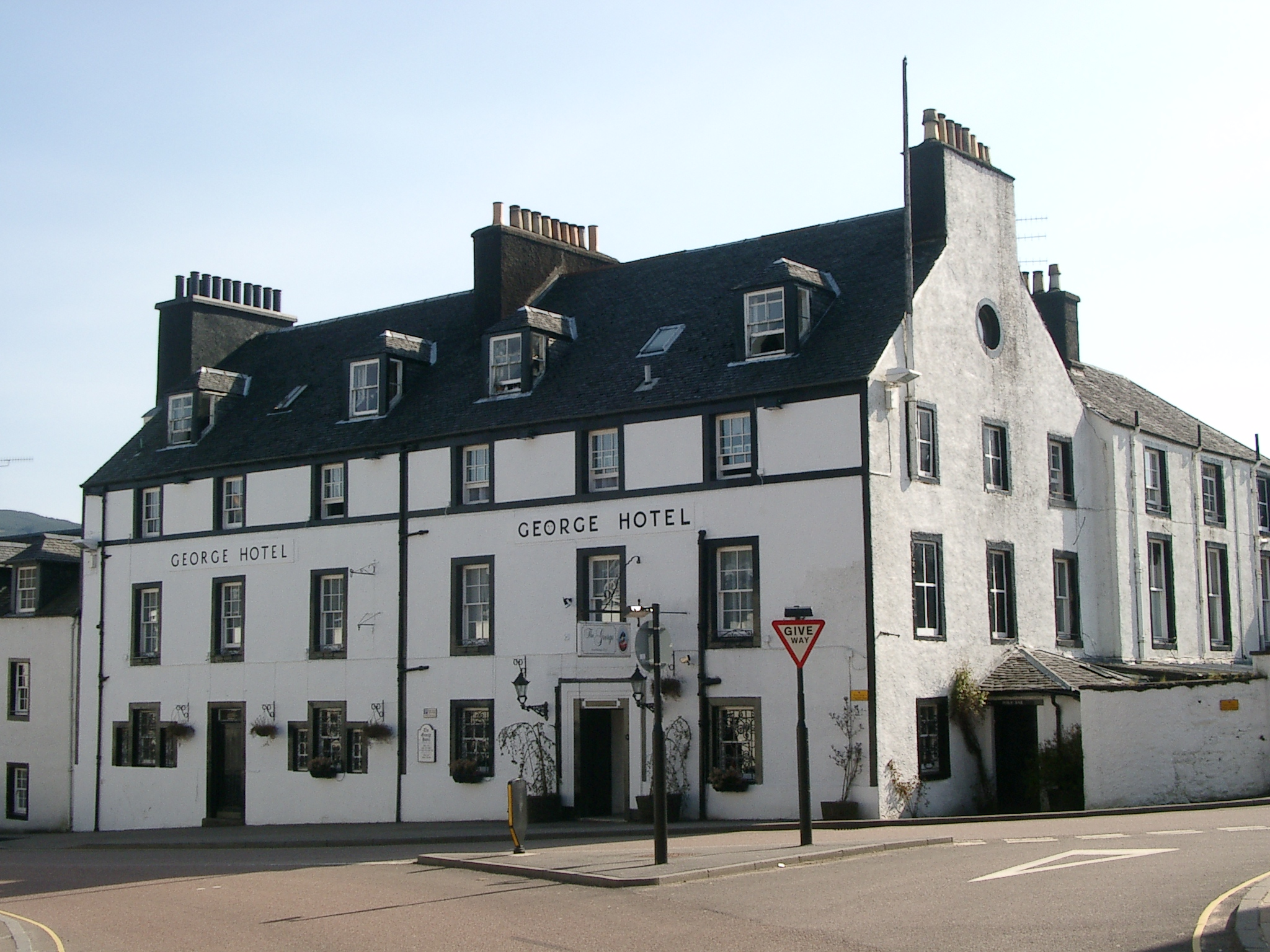
George Hotel

Das George Hotel ist ein Hotelbetrieb in der schottischen Stadt Inveraray in der Council Area Argyll and Bute. Er befindet sich in der Main Street direkt nordöstlich der Inveraray Parish Church und liegt somit direkt an der A83, die den Süden der Region bis zur Halbinsel Kintyre an den Central Belt anschließt. 1966 wurde das George Hotel in die schottischen Denkmallisten in der höchsten Kategorie A aufgenommen.
Nach Informationen von Historic Scotland wurde das Gebäude im Jahre 1779 errichtet, wobei der Hotelbetrieb früher nur das südliche der beiden baugleichen Häuser, aus denen sich das Hotel zusammensetzt, einnahm. Nach Angaben der Hotelbetreiber wurde das Gebäude hingegen bereits 1770 fertiggestellt. Seit 1860 erstreckt es sich über beide in geschlossener Bauweise gebauten Häuser. Vor Fertigstellung der Inveraray Parish Church waren in beiden Gebäuden ebenerdig provisorische Kirchenräume eingerichtet. Das Hotel ist derzeit seit sieben Generationen in Familienbesitz.

## Beschreibung
Das Gebäude weist die Merkmale der Georgianischen Architektur auf. Es ist dreistöckig und entlang der Hauptfassade mit Sprossenfenstern ausgeführt. Unterhalb der Fensterreihe des obersten Stockwerks verläuft ein abgesetztes, gemauertes Zierband. Das George Hotel schließt mit einem Satteldach ab, aus welchem zwei Walmdach-Gauben je Haus zur Hauptfassade abgehen. Alle Dächer sind mit Schieferschindeln gedeckt. Rückwärtig geht im rechten Winkel ein Flügel ab. Alle Fassaden sind in der traditionellen Harling-Technik verputzt.